# Cephalocereus apicicephalium
Cephalocereus apicicephalium ist eine Pflanzenart in der Gattung Cephalocereus aus der Familie der Kakteengewächse (Cactaceae). Das Artepitheton apicicephalium leitet sich vom lateinischen Wort apex für ‚Spitze‘ sowie dem griechischen Wort kephale für ‚Kopf‘ ab und verweist auf das an den Triebspitzen ausgebildete Cephalium.

## Beschreibung
Cephalocereus apicicephalium wächst mit graugrünen Trieben von bis 7 Zentimetern Durchmesser, ist etwas  an der Basis oder manchmal darüber verzweigt und erreicht Wuchshöhen von 1 bis 3 Metern. Es sind 22 bis 25 schmale Rippen vorhanden. Die 1 bis 4 abwärts gerichteten und basal erweiterten Mitteldornen sind rötlich gelb bis schwarz und 2 bis 4 Zentimeter lang. Die 9 bis 12 sehr schlanken, grauen bis weißen Randdornen sind 1,5 bis 1,8 Zentimeter lang. Das endständige, wollige Pseudocephalium wird vom Neutrieb der nächsten Vegetationsperiode durchwachsen und bleibt als wolliger Ring für mehrere Jahre bestehen. Es besteht aus gekräuselten, bis 5 Zentimeter langen Haaren.
Die schmal glockenförmigen Blüten sind rosafarben mit einem gelblichen Hauch und haben eine Länge von 5 bis 6 Zentimetern und einen Durchmesser von bis 3 Zentimetern. Ihr Perikarpell ist mit kleinen dreieckigen weißen Schuppen besetzt.

## Verbreitung, Systematik und Gefährdung
Cephalocereus apicicephalium ist in den mexikanischen Bundesstaaten Oaxaca und Chiapas an steilen Kalksteinfelsen verbreitet.
Die Erstbeschreibung wurde 1948 durch Elmer Yale Dawson veröffentlicht. Ein nomenklatorisches Synonym ist Neodawsonia apicicephalium (E.Y.Dawson) Backeb. (1949).
In der Roten Liste gefährdeter Arten der IUCN wird die Art als „Least Concern (LC)“, d. h. als nicht gefährdet geführt.

## Nachweise